# Condado de Kauai
O Condado de Kauai (em inglês:  Kauai County) é um dos cinco condados do estado americano do Havaí. A sededo condado é Lihue. Foi fundado em 1905.
O condado possui uma área de 3 280 km², dos quais 1 606 km² estão cobertos por terra e 1 674 km² por água, uma população de 67 091 habitantes, e uma densidade populacional de 41,8 hab/km² (segundo o censo nacional de 2010). É o quarto condado mais populoso do Havaí.